# Von einem, der auszog, die Liebe zu finden
Von einem, der auszog, die Liebe zu finden (russisch Живёт такой парень) ist ein Film des Regisseurs Wassili Schukschin aus dem Jahr 1964.

## Inhalt
Der Protagonist des Films ist ein junger Mann, Paschka Kolokolnikow mit dem Spitznamen Pyramidon. Verträumt, fröhlich, ein bisschen naiv und sehr weltoffen fährt er mit einem Lastwagen entlang des Tschujatrakts. Auf seinem Weg begegnen ihm verschiedene Menschen.
Eines Tages lädt ein Mitreisender, der sich als Vorsitzender einer Kolchose entpuppt, Paschka zu sich ein: Es muss dringend Holz transportiert werden. Paschka lässt sich überreden, für ihn zu arbeiten und fährt mit ihm zur Kolchose. Am Abend begegnet er beim Tanz der Bibliothekarin Nastja und verliebt sich in sie. Er besucht sie am nächsten Tag in ihrer Bibliothek und lässt sich aus dem Kapital von Marx vorlesen. Außerdem spielt er mit Nastjas Verlobtem Gena Dame. Am Abend gehen die drei in ein Clubhaus, in dem gerade eine Modenschau stattfindet. Nastja weist alle Annäherungsversuche Paschkas zurück. Als Paschka nachts in Nastjas Zimmer einbricht, muss er schließlich einsehen, dass sie in Gena verliebt ist. Er kommt zu Gena, der vor Eifersucht nicht schlafen kann, und sagt, dass Nastja auf ihn wartet. Er beschwert sich, dass er Pech in der Liebe hat.
Ein anderes Mal nimmt Paschka eine Mitreisende aus der Stadt mit. Sie spricht mit ihm über Kultur und den Unterschied zwischen Stadt- und Landbewohnern. Zuerst weigert er sich, von ihr Geld für die Reise zu nehmen. Nachdem er jedoch hört, wie abfällig ihr Ehemann beim Ausladen der Sachen aus dem Auto über ihn spricht, fordert Paschka wütend eine erhöhte Gebühr.
Aus Langeweile besucht Paschka seine langjährige Freundin, die geschiedene Katja Lisunowa, und versucht, sie um ein Stelldichein zu bitten. Sie aber will keine Zeit mit einer oberflächlichen Liebelei verschwenden. Paschka wirft ihr mangelnde Kultur vor und verwendet dabei die gleichen Worte und Argumente, die er von seiner Mitreisenden soeben gelernt hatte. Doch Katja vertreibt ihn.
Paschka macht Halt bei seiner Großmutter Marfa. Sie erzählt ihm eine Geschichte darüber, wie ein Fahrer vor dem Krieg ein nacktes Mädchen traf. Das Mädchen bat den Fahrer, weißen Stoff für ihr Kleid zu besorgen; sie war der Tod. Paschka hat einen Traum, in dem Nastja in Form eines Mädchens in einem weißen Gewand erscheint.
Auf der nächsten Tour mit seinem Partner Kondrat Stepanowitsch bietet Paschka diesem an, ihm seine Tante Anisja vorzustellen. Sie ist Witwe und angeblich wünsch sie sich schon lange einen neuen Mann. Die beiden kommen zu Anisja. Kondrat bringt vor Verlegenheit kein Wort heraus. Paschka lässt ihn bei Anisja, damit sich die beiden untereinander einigen können.
Nach der Rückkehr von einer Reise muss Paschka Treibstoff besorgen. Als er das Öldepot erreicht, kommt es zu einem gefährlichen Vorfall: Ölfässer auf einem der Lastwagen fangen Feuer. Jeden Moment kann es zu einer Explosion kommen. Alle suchen Deckung, nur Paschka setzt sich an das Steuer des brennenden Lastwagens, bringt ihn aus der Basis und steuert ihn einen Abhang hinunter. Paschka wird verwundet, verdient sich damit jedoch den Ruhm eines Helden.
Eine junge Journalistin aus Leningrad kommt zu Paschka ins Krankenhaus und interviewt ihn. Paschka flirtet mit ihr und bittet sie, am nächsten Tag wiederzukommen. In der Nacht führt er ein Gespräch mit seinem Bettnachbarn, einem älteren Lehrer. Der sagt, dass das Glück in den einfachen Dingen liegt. Er ermutigt Paschka, mehr zu lernen und den eigenen Horizont zu erweitern. Der Film endet damit, dass Paschka wieder einen Traum mit Nastja im weißen Gewand hat. Jetzt aber sagt sie, dass sie nicht der Tod, sondern die Liebe ist und dass Paschka nicht aufgeben und nach ihr suchen soll.

## Hintergrund
Von einem, der auszog, die Liebe zu finden war Wassili Schukschins Debütfilm nach dessen Regiestudium bei Michail Romm an der Filmhochschule WGIK in Moskau, welches er allerdings schon 1960 abschloss. In den Jahren bis 1963 arbeitete Schukschin als Filmschauspieler und widmete einen Großteil seiner Zeit dem Schreiben. Von einem, der auszog, die Liebe zu finden basiert auf zwei von vier Kurzgeschichten, die 1963 als Zyklus in der Literaturzeitschrift Nowy Mir publiziert wurden.
Während der Dreharbeiten kam es zu einem unerwarteten Todesfall. Der Schauspieler Boris Balakin klagte am zweiten Drehtag der Szene seiner Figur Kondrat Stepanowitsch bei Tante Anisja über Fieber. Um die ohnehin in Verzug geratenen Dreharbeiten nicht weiter aufzuhalten, entschied er sich, trotzdem zu arbeiten. Nach Beendigung der Szene erlitt Balakin beim Versuch sich vom Stuhl zu erheben einen Herzstillstand und starb noch in der Dekoration. Nur wenig mehr als die Hälfte seiner Szenen waren zu diesem Zeitpunkt abgedreht. Schukschin, der sich bis ans Ende seines Lebens – 10 Jahre später starb auch er während Dreharbeiten an einem Herzstillstand – für Balakins Tod verantwortlich fühlte, schrieb das Drehbuch um, damit Balakins Beitrag am Film erhalten bleiben konnte.
Am 1. September 1964 wurde der Film uraufgeführt. Er wurde auf dem Allunionsfilmfestival 1964 und auf den Internationalen Filmfestspielen von Venedig mit Preisen ausgezeichnet.

## Kritik
Der Filmkritiker Konstantin Rudnitski bemerkte, dass der Film von Kritikern „freundlich, aber kühl“ aufgenommen wurde. Seiner Meinung nach ist dies „ein sehr guter, entspannter, frei gespielter Film voller Leben und schlauem Schukschin-Humor“.
Georgi Kapralow glaubte, dass „Schukschin begann, schon in seiner ersten unabhängigen Regiearbeit die üblichen Schemata zu durchbrechen, wenn wir über Kino sprechen...“. Der Film sei „attraktiv, weil er keine eindeutigen Lösungen bietet, sondern einen dazu bringt, über die Komplexität des Lebens nachzudenken, über Güte, Moral, wahre und falsche Schönheit.“
Lew Anninski wies darauf hin, dass Von einem, der auszog, die Liebe zu finden als Komödie wahrgenommen wurde und daher „der Komödien-Erfolg Schukschin zu Beginn seiner Regiekarriere vor Vorwürfen bewahrte; Seltene und zögerliche Einwände gingen in einem Meer von Heiterkeit unter. Bald waren Fachkritiker jedoch bereits besorgt: Vorsichtige Hinweise gingen von Artikel zu Artikel – es wurde befürchtet, dass W. Schukschin zu sehr die ‚Einfachheit‘ seiner Helden hervorhob; man könnte daraus schlussfolgern, dass Intelligenz so etwas wie eine Sünde wäre“. Dem Drehbuchautor und Regisseur selbst war es peinlich, dass der Film als Komödie wahrgenommen wurde.
Michail Kusnezow schrieb, dass in dem Film „nicht alles perfekt ist“. Der Regisseur, so der Kritiker, „versagte bei der Darstellung von Paschkas Träumen und bei der Auswahl der weiblichen Darstellerinnen (mit Ausnahme von Tante Anisja).“ Gleichzeitig bemerkte Kusnezow „eine überraschend geschlossene Interpretation der Hauptfigur, das tiefe Interesse des Autors an ihm“. Der Kritiker kam zu dem Schluss, dass „... die meisten Episoden [...] den Eindruck äußerster Zuverlässigkeit, Natürlichkeit und unbestechlicher Wahrhaftigkeit vermitteln, und das ist kein kleiner Verdienst... Deshalb ist dieses Debüt eines jungen Schriftstellers, Schauspielers und Regisseurs nicht nur an sich erfolgreich, sondern es verspricht noch mehr für die Zukunft.“
Das Lexikon des internationalen Films bezeichnete den Film als „[k]omödiantisch gefärbte Unterhaltung“.